# جایزه سزار بهترین فیلم
جایزه سزار بهترین فیلم (انگلیسی: César Award for Best Film) یکی از جوایز بخش اصلی جشنواره فیلم سزار است.